# Гэддис, Джон Льюис
Джон Льюис Гэддис (англ. John Lewis Gaddis; р. 1941, Техас) — американский историк, специалист по холодной войне, именной профессор Йельского университета. Лауреат Пулитцеровской премии (2012). Национальная гуманитарная медаль США (2005).

## Биография
Окончил Техасский университет в Остине, где получил степени бакалавра (1963) и магистра искусств (1965) и в 1968 году степень доктора философии.
В 1992—1993 и 2000—2001 годах приглашённый профессор в Оксфордском университете. Также преподавал по приглашению в Принстонском университет и Хельсинкском университете. С 1997 года в Йельском университете.
Автор многих работ, в том числе нескольких монографий.
Изначально сторонник возложения ответственности на СССР за послевоенный биполярный раскол мира. Его взгляды на первопричины возникновения холодной войны претерпели эволюцию от первоначального объяснения их существенным образом ролью Сталина до цивилизационного противостояния между американцами и русскими, олицетворявшими соответственно Запад и Восток. Историософия Дж. Л. Гэддиса, сформулированная им в философско-методологической монографии «The Landscape of history How Historians Map the Past» (Oxford, 2002) — движение от хаоса к порядку путём реализации или нереализации тех или иных исторических возможностей.

## Сочинения
- О большой стратегии = On grand strategy. / Пер. с англ. Олега Филиппова, Анны Шоломицкой. — М.: Изд-во Ин-та Гайдара, 2021. — 418, [1] с. — ISBN 978-5-93255-588-0